# Johann Bonaventura Cartier

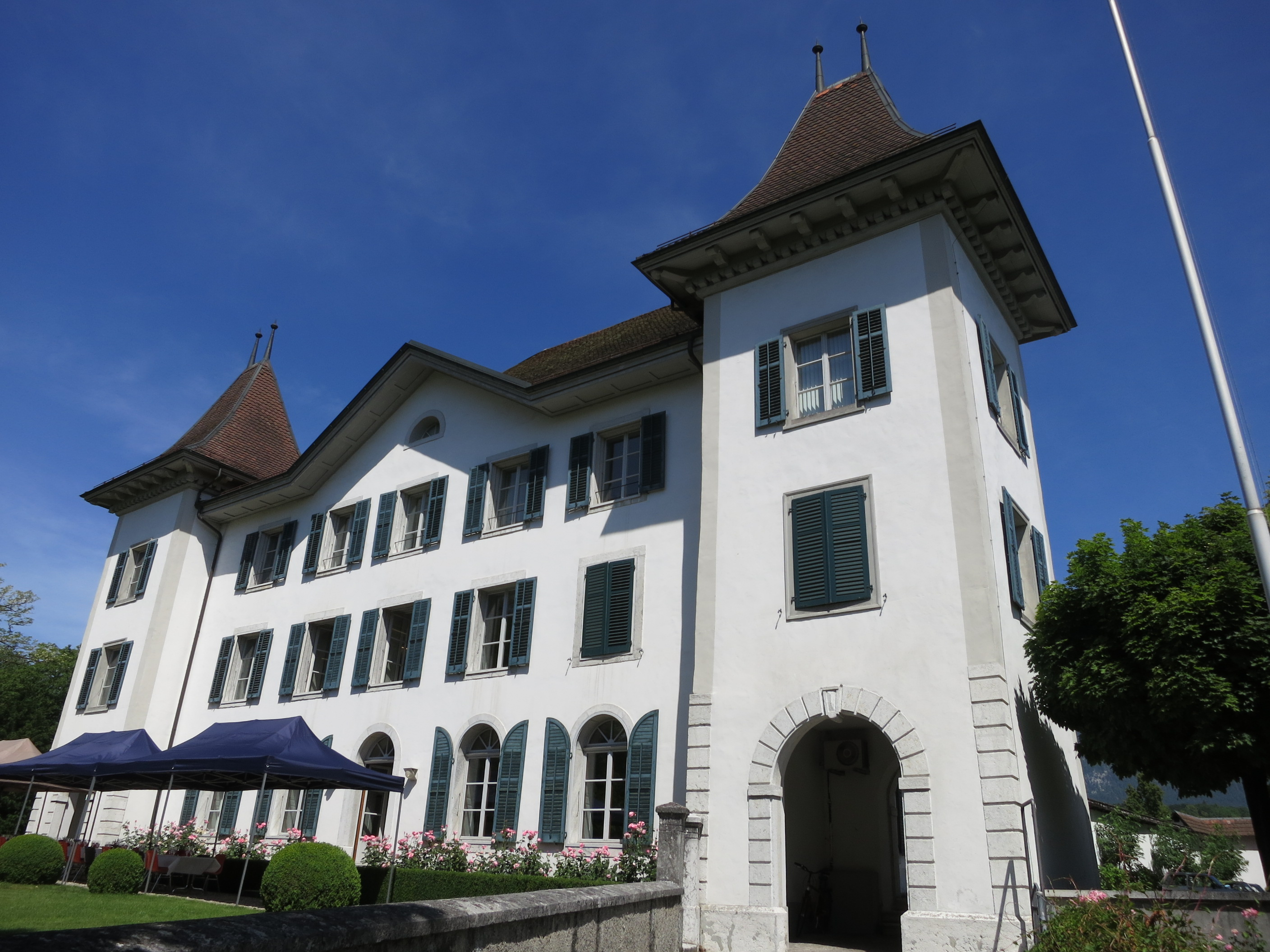
Cartierhof in Solothurn

Johann Bonaventura Cartier auch Johann Bonaventur Cartier (* 1. April 1800 in Olten; † 24. Oktober 1858 in Solothurn), heimatberechtigt in Oensingen, war ein Schweizer Politiker.

## Leben

### Familie
Johann Bonaventura Cartier war der Sohn des Arztes und Politikers Urs Peter Joseph Cartier (1762–1839), der sich 1789 als erster akademisch gebildeter Arzt in Olten niedergelassen hatte.
Er war in erster Ehe mit Elisa (von Arx) aus Olten verheiratet; später heiratete er in zweiter Ehe Marie (1810–1855), die Tochter des Unternehmers Urs Peter Bally und hatte mehrere Kinder.
1845 erwarb er für 58'000 Schweizer Franken ein herrschaftliches Haus von den Erben von Cleophe von Sury das nach seinem Tod als Cartierhof von seiner Witwe und später von seinen Kindern Alfred, Arthur, Pauline und Alice Cartier übernommen wurde.
Er liess seine zweite Ehefrau sowie einige Kinder und sich selbst durch den Maler Friedrich Gerhardt porträtieren.

### Werdegang
Nach einer kaufmännischen Ausbildung in Neuenburg, Le Havre und Como war Johann Bonaventura Cartier von 1825 bis 1833 Stadtrat und in dieser Zeit von 1830 bis 1833 Gemeindeschaffner (Vermögensverwalter) in Olten.
Von 1833 bis 1839 war er sowohl Solothurner Grossrat als auch Tagsatzungsgesandter. 1839 wurde er Mitglied des Kleinen Rats und Finanzdirektor, bevor er von 1841 bis 1851 als Regierungsrat und von 1851 bis 1856 als Oberinspektor und Salzkassierer tätig war.

### Politisches Wirken
Johann Bonaventura Cartier beteiligte sich an der 1830 beginnenden Regenerationsbewegung.
1837 trat er für die Abschaffung der Zehnten ein; hierfür wurden ihm zum Dank, nach der Annahme des Zehntgesetzes 1837, von den Gemeinden Gretzenbach und Däniken Ehrenbäume gestellt.

### Mitgliedschaften
1849 wurde Johann Bonaventura Cartier Präsident des Organisationskomitees für das Fest der Schweizerischen Musikgesellschaft, deren mehrjähriger Präsident er auch war.